# Vágner Love
Vágner Love (* 11. Juni 1984 in Rio de Janeiro; bürgerlich Vágner Silva de Souza) ist ein brasilianischer Fußballspieler. Der Stürmer steht seit Anfang 2024 in seiner Heimat bei Retrô FC Brasil unter Vertrag.

## Karriere

### Verein
Vágner Loves Fußballkarriere begann bei der SE Palmeiras in São Paulo. Für den Klub erzielte der Stürmer 19 Tore in der Série B 2003 und stieg mit dem Klub in die brasilianische Série A auf. In der laufenden Saison 2004 (nun mit Palmeiras in der höchsten Klasse Brasiliens) wechselte der Angreifer zum ZSKA Moskau.
Vágner Love führte sein neues Team ZSKA Moskau im ersten Jahr zum Sieg im UEFA-Pokal. Beim 3:1-Sieg von ZSKA gegen Sporting Lissabon im UEFA-Pokalfinale in Lissabon erzielte er das dritte Tor seiner Mannschaft. 2008 wurde er von den Trainern zum besten Spieler der Premjer-Liga ernannt und wurde Torschützenkönig mit 20 Treffern. Im Jahr 2009 wurde er mit elf Treffern Torschützenkönig im UEFA-Pokal, obwohl er mit seinem Team im Achtelfinale gegen Schachtar Donezk ausgeschieden war.
Am 28. August 2009 kehrte Vágner Love auf Leihbasis aus familiären Gründen zu Palmeiras zurück. Am 14. Januar 2010 wurde er aus dem ursprünglich bis zum 31. Juli 2010 datierten Leihvertrag freigegeben und einen Tag später von ZSKA Moskau bis Juli 2010 an CR Flamengo aus seiner Heimatstadt weiterverliehen.
Nach Auslaufen des Leihvertrages mit Flamengo kehrte Vágner Love im August 2010 zu ZSKA Moskau zurück. In der Europa-League-Partie gegen FC Lausanne-Sport erzielte er im September 2010 beim 3:0-Sieg zwei Tore. Im Januar 2012 wechselte er nochmals nach Rio de Janeiro zu Flamengo. Obwohl er dort einen Dreijahresvertrag bis zum 31. Dezember 2014 unterschrieben hatte, wechselte er bereits nach einem Jahr im Januar 2013 wieder zu ZSKA Moskau zurück.
Im Juli 2013 unterschrieb Vágner Love einen Vertrag beim chinesischen Erstligisten Shandong Luneng Taishan. Im Februar 2015 wurde sein Vertrag aufgelöst.
Am 6. Februar 2015 unterschrieb er einen bis zum 30. Juni 2016 gültigen Vertrag beim brasilianischen Erstligisten SC Corinthians aus São Paulo. Nach knapp einem Jahr in Brasilien schloss er sich im Januar 2016 dem französischen Erstligisten AS Monaco an.
Nach Ablauf des Vertrages ging Vágner Love in die Türkei zu Alanyaspor. Mit 23 Toren in 28 Ligaspielen wurde er Torschützenkönig der Süper-Lig-Saison 2016/17.
Im Januar 2018 folgte dann der Wechsel zu Beşiktaş Istanbul und ein Jahr später zurück in die Heimat zum SC Corinthians.
Im Juni 2020 gab Vágner Love einen erneuten Wechsel bekannt. Er ging zum FK Qairat Almaty in Kasachstan und feiert auf Anhieb die nationale Meisterschaft. Von dort ging er Anfang 2022 weiter zum Erstligisten FC Midtjylland nach Dänemark. Bereits ein halbes Jahr später wechselte er weiter nach Brasilien zu Sport Recife. Ab dem 1. Januar 2024 stand er bei Atlético Goianiense unter Vertrag. In die Saison 2025 startete der Spieler mit dem Avaí FC, mit welchem er im März das Finale der Staatsmeisterschaft von Santa Catarina gegen Chapecoense gewann. Kurz nach Beginn der Série B 2025 verließ Vágner Love und schloss sich dem Retrô FC Brasil, einem Klub aus der Série C an.

### Nationalmannschaft
Bei der Copa América 2004 gab der Stürmer sein Debüt in der Nationalmannschaft, als er im Vorrundenspiel gegen Costa Rica eingewechselt wurde. Dies blieb sein einziger Einsatz in diesem Turnier; am Ende gewann das Team die Copa América.
Nach seinem Wechsel nach Russland wurde Vágner Love zunächst nicht mehr in die Seleção berufen. Nach der Weltmeisterschaft 2006 setzte ihn der neue Nationaltrainer Carlos Dunga in einem Freundschaftsspiel gegen Norwegen am 16. August 2006 ein und nominierte ihn für weitere Spiele. 2007 gewann er mit Brasilien die Copa América 2007. Dabei kam er in allen sechs Spielen von Anfang an zum Einsatz und steuerte einen Treffer bei.

## Erfolge
Nationalmannschaft
- Copa-América: 2004, 2007

Palmeiras
- Série B: 2003

ZSKA Moskau
- UEFA-Pokal: 2005

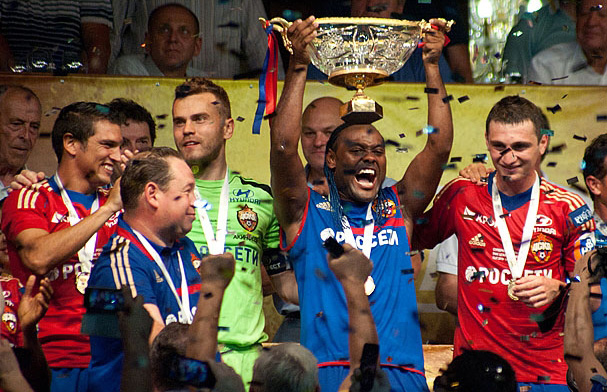
Vágner Love beim Gewinn des russischen Supercups (2013)

- Russischer Meister: 2005, 2006, 2013
- Russischer Pokal: 2005, 2006, 2008, 2009, 2011, 2013
- Russischer Fußball-Supercup: 2006, 2007, 2009, 2013
- Channel-One-Cup-Sieger 2007

Shandong Luneng Taishan
- Chinesischer Pokalsieger: 2014

Corinthians
- Campeonato Brasileiro: 2015
- Staatsmeisterschaft von São Paulo: 2019

FK Qairat Almaty
- Premjer-Liga: 2020

Sport Recife
- Staatsmeisterschaft von Pernambuco: 2023

Atlético Goianiense
- Staatsmeisterschaft von Goiás: 2024

Avaí
- Staatsmeisterschaft von Santa Catarina: 2025

## Auszeichnungen
- Torschützenkönig Série B Brasilien: 2003 mit 19 Toren
- Torschützenkönig im UEFA-Pokal 2008/09 mit 11 Toren
- Torschützenkönig in der russischen Premjer-Liga 2008 mit 20 Toren
- Torschützenkönig der Süper Lig: 2017 mit 23 Toren
- Fußballer des Jahres in Russland: 2008 (Sport-Express)

## Sonstiges
Vágner Love ist verheiratet und hat zwei Söhne.
Er erhielt seinen Künstlernamen Love in der Jugend von seinen Mitspielern bei Palmeiras, weil er, nachdem er von seinem Trainer mit einem Mädchen erwischt worden war, fast aus der Mannschaft geflogen wäre. Die Frankfurter Pop-Rock-Band Wagner Love hat sich nach ihm benannt.